# 2025년 산토리니 군발지진
2025년 산토리니 군발지진은 2025년 2월부터 시작된 그리스 산토리니섬 및 그 주변에서 발생한 일련의 군발지진이다. 이번 군발지진으로 에게해 제도의 여러 섬에서 긴급조치가 취해졌고 예상되는 더 큰 지진 활동 발생 우려가 일어났다.

## 지질학적 환경
키클라데스 제도는 남쪽으로는 남에게 화산호(SAVA)가, 북쪽으로는 북아나톨리아 단층의 연장선상까지 이어지는 에게해판의 판 내부 확장 구조 지각대 내에 있다. 이 확장 구조는 아프리카판의 평판 섭입 현상으로 헬레닉호가 튀어나오면서 발생한 현상이다.

## 지진
2025년 2월 1~2일 주말동안 200회 이상의 해저지진이 감지되었다. 지진의 진앙은 주로 산토리니섬, 아나피섬, 아모르고스섬, 이오스섬과 무인도 도초인 아니드로스섬 사이의 군발지진대에 집중되었다. 대부분의 지진은 릭터 규모 기준 M4.5 이상의 규모이다. 이 중 가장 큰 규모의 지진은 2월 4일에 발생한 규모 M5.3의 지진이다. 전문가들은 이 지진이 화산성 지진으로 보긴 어렵고 지각 활동으로 발생한 지진일 가능성이 크다고 밝혔지만 지진 활동과 그 패턴의 빈도 때문에 과학계와 정부에서는 큰 우려를 불러일으켰다. 지진학자 마놀리스 스코딜리스는 공영 라디오에서 규모 M6.0 이상의 지진을 일으킬 수 있는 단층대가 활동중인 상태라고 밝혔다. 과학자들은 아직 본진 활동이 발생하지 않았을 가능성이 높다며 주의해야 한다고 말한다.

## 피해
군발지진 활동으로 대피소 한 곳이 무너졌고 일부 오래된 건물이 손상되었으며 섬 전역에서 낙석과 산사태가 발생했다.

## 반응
그리스 정부는 응급 구조대와 구조견을 포함한 구조대 26명을 진앙 인근으로 파견해 몇 가지 긴급조치를 시행했다. 산토리니섬, 아나피섬, 아모르고스섬, 이오스섬에서는 휴교령이 내려졌다. 산사태 위험으로 일부 절벽 지역은 접근이 제한되었다. 피라에서는 여러 대피소가 설치되었다. 또한 쓰나미 위험으로 산토리니 구 항구를 포함한 해안선과 특정 항구의 접근이 제한되었으며 주민들은 내륙으로 대피하라는 명령을 받았다.
그리스 시민보호부 장관 바실리스 키킬리아스는 예방적 대응의 필요성을 강조했다. 그리스 총리 키리아코스 미초타키스는 브뤼셀에서의 연설에서 군발지진의 강도를 인정하면서도 침착해지라고 촉구했다. 각 호텔은 구조물의 지진 피해를 막기 위해 수영장의 물을 빼라고 지시받았다. 에게 항공은 대피를 위해 이틀간 아테네와 산토리니 간 항공편 운항 횟수를 두 배로 늘렸다. 페리 회사도 급증하는 페리 수요에 대응해 운행 횟수를 늘렸으나 항구에서 대피자들이 길게 줄로 생겨났다. 2월 2일부터 주민 약 6천명이 페리를 통해 대피했고, 3일부터 4일까지 최대 2,700명이 항공편으로 대피했다. 남에게주 소방국은 총경계령을 발동했다.
2월 6일에는 그리스 정부가 산토리니섬에 비상사태를 선포했다.

## 같이 보기
- 2025년 지진
- 그리스의 지진 목록
- 1956년 아모르고스섬 지진